# Glyphipterix dichalina
Glyphipterix dichalina is een vlinder uit de familie parelmotten (Glyphipterigidae). De wetenschappelijke naam van deze soort is voor het eerst geldig gepubliceerd in 1911 door Meyrick.
De soort komt voor in tropisch Afrika.